# Federico Delpino
Federico Delpino (Chiavari, 27 dicembre 1833 – Napoli, 14 maggio 1905) è stato un botanico italiano, considerato uno dei padri della biologia vegetale.

## Biografia
In gioventù si iscrisse all'Università di Genova per un corso di studi in matematica, abbandonando però gli studi precocemente.
Per gravi motivi familiari fu indotto a ottenere impiego presso la Dogana di Chiavari e il Ministero delle Finanze a Torino. In seguito al trasferimento della capitale del Regno d'Italia a Firenze, Delpino nel 1867 si trasferì in quella città, dove trovò occasione di frequentare il Giardino dei semplici e il museo botanico dell'Università. In quell'ambito, ebbe la possibilità di fare la conoscenza di Filippo Parlatore, che nel 1867 - riconosciuta in lui un'inconsueta capacità di apprendimento e un'estesa cultura botanica, in gran parte al di fuori dei canoni culturali dell'epoca - gli propose l'incarico di assistente presso quella struttura accademica, incarico che Delpino accettò.
Nel 1871 divenne professore di Scienze Naturali presso l'Istituto Reale di Vallombrosa. In quel periodo si imbarcò come naturalista sulla nave da guerra Garibaldi, in una spedizione che era stata allestita come viaggio di istruzione per il principe Tommaso di Savoia-Genova; visitò così tra l'altro la regione costiera del Brasile, riportando reperti ed osservazioni di notevole importanza.
Per la sua adozione delle teorie evoluzionistiche di Darwin, venne considerato il maggiore "darwinista" ed evoluzionista italiano.
Nel 1875 ottenne l'incarico di professore straordinario all'Università di Genova dove tra l'altro diresse il locale Orto botanico, e dove rimase fino al 1884; in quell'anno ottenne un incarico presso l'Università di Bologna dove rimase per quasi dieci anni.
Si trasferì quindi a Napoli presso la locale Università, dove divenne preside della Facoltà di Scienze; nel 1903 fu eletto Presidente della Società Botanica Italiana.
Alla sua morte nel 1905, Delpino fu seppellito nel settore degli uomini illustri del cimitero di Poggioreale.
In applicazione del suo carattere estroso e svincolato da convenzioni, le sue iniziative di studio, basate su una formazione ampiamente autodidatta e quindi non allineata ai canoni accademici convenzionali, riguardarono soprattutto un sistema di osservazione che si potrebbe dire "ampiamente integrato" dei fenomeni vegetali, e quindi obbligatoriamente connesso a quello di tutti i viventi, vegetali ed anche animali, ma soprattutto applicato rigorosamente nel proprio ambiente vitale, completo ed effettivo. 
Di massima importanza furono le sue osservazioni sugli agenti di impollinazione e di dispersione dei semi, e sui meccanismi di inibizione alla autoimpollinazione. Oltre a ciò, è stato il primo a compiere studi sulla simbiosi tra le formiche e le piante.
Tale sistema fu drasticamente innovativo rispetto alla condizione culturale del suo tempo, che prevedeva l'osservazione, e la descrizione minuziosa di ogni individuo vegetale, a scopo di classificazione o di riconoscimento di esso, senza però alcuna attenzione, se non del tutto marginale, alle interazioni con altri viventi e con l'ambiente naturale.  Gli studi da lui definiti di “Biologia Vegetale” trovarono compendio nella sua opera Memorie di Biologia Vegetale, che si può definire una base speculativa interdisciplinare che condusse a quella che oggi è definita "Ecologia".
È a lui intitolato il liceo classico statale di Chiavari (GE). Al passo del Bocco, all'interno del Parco naturale regionale dell'Aveto, è inoltre presente un giardino botanico intitolato a Delpino.

## Galleria d'immagini

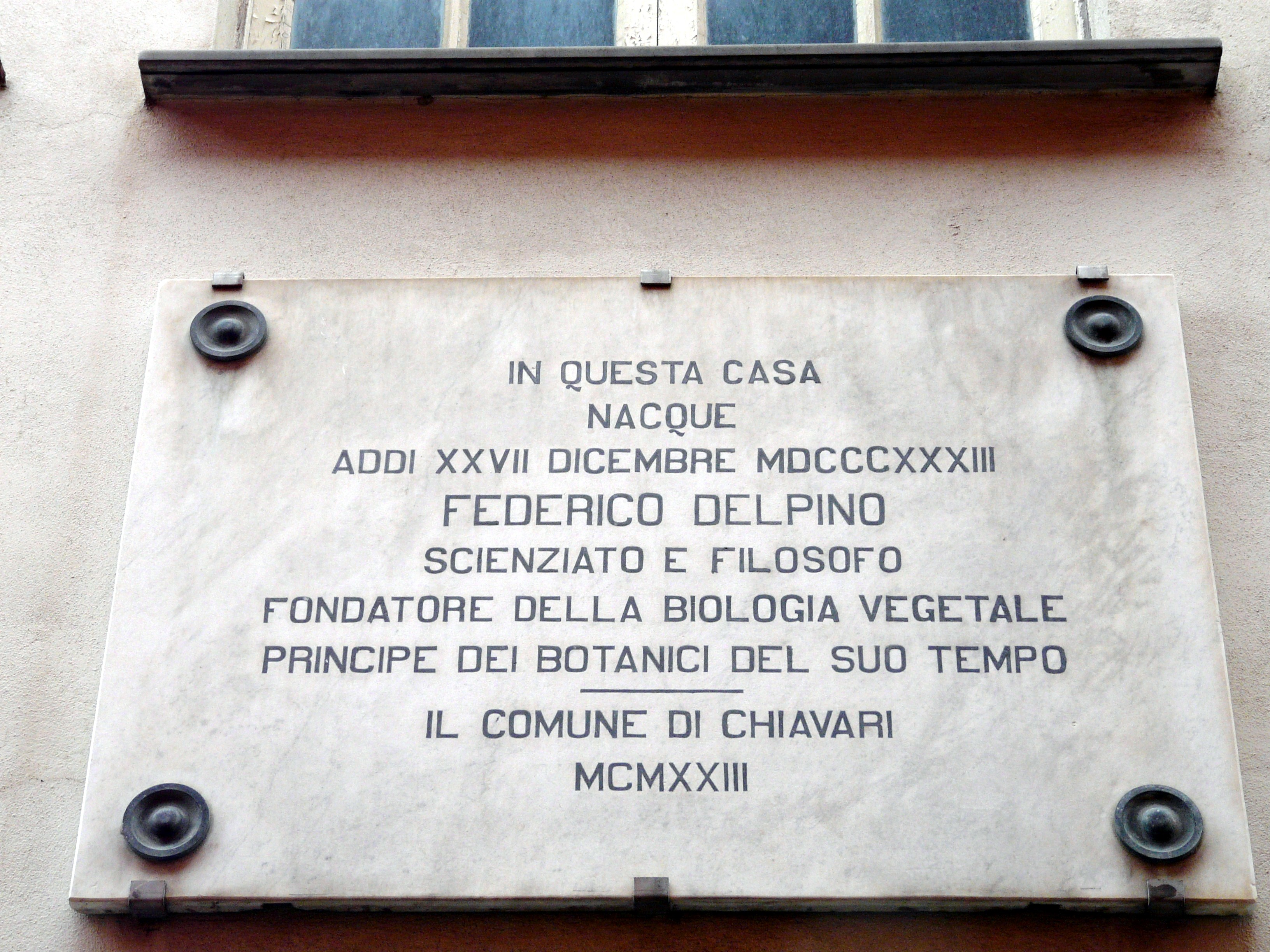
Targa presso la casa natale nel centro storico di Chiavari
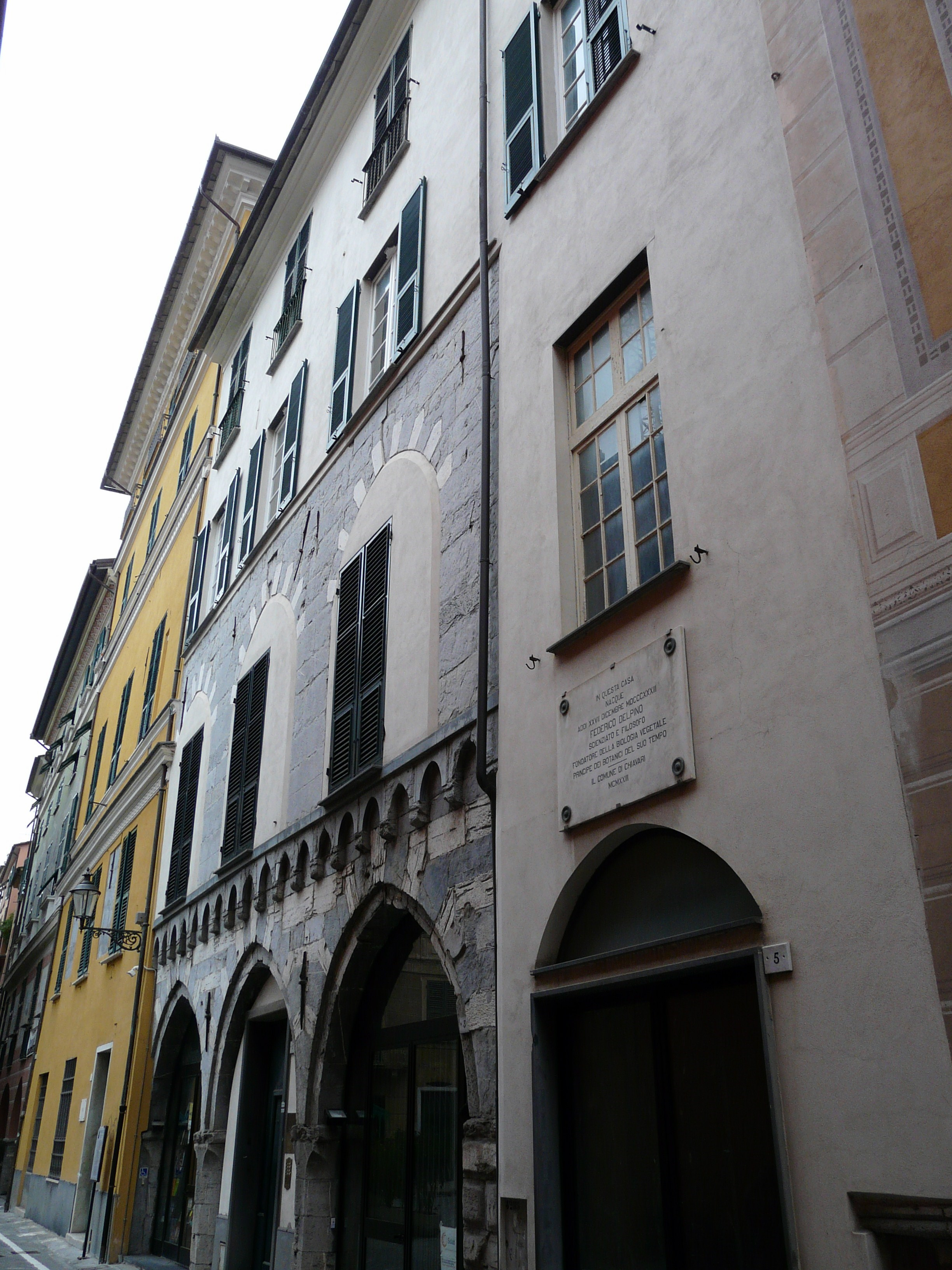
La casa natale